# American Cinematographer
American Cinematographer est un magazine ,, publié mensuellement par l'American Society of Cinematographers. Il se concentre sur l'art et l'artisanat de la photographie, couvrant les productions américaines et étrangères de longs métrages, les productions télévisées, les courts métrages, les vidéoclips et les publicités. L'accent est mis sur les entretiens avec les directeurs de la photographie, mais aussi les réalisateurs et autres cinéastes. Les articles comprennent des tutoriels techniques, des discussions sur les outils et les technologies qui affectent la cinématographie et des caractéristiques historiques.

## Histoire
L'American Society of Cinematographers a été fondée en 1919 et la publication American Cinematographer a commencé le 1er novembre 1920, sous la forme d'un bulletin bimensuel de quatre pages sur l'ASC et ses membres. En 1922, la publication est devenue mensuelle. En 1929, l'éditeur Hal Hall modifie la publication ; le format de magazine devient standard, le nombre de pages augmente et ajoute des articles sur le cinéma amateur. Pendant un certain temps au cours des années 1930, le magazine était consacré à part égale entre la cinématographie professionnelle et le cinéma amateur. En 1937, l'ASC achète un bungalow espagnol, près du Grauman's Chinese Theatre, au 1782 North Orange Drive à Hollywood, Californie, pour en faire son siège social.

## Ère moderne
Les contributeurs au magazine comprennent ses rédacteurs en chef, des rédacteurs indépendants, des directeurs de la photographie (y compris des membres de l'ASC) et d'autres cinéastes. Le magazine a remporté plusieurs Maggie Awards et Folio : Eddie Awards pour l'excellence éditoriale et plusieurs prix pour des articles individuels.[réf. nécessaire]
En 2006, le magazine a introduit une édition numérique. Une application pour iOS est actuellement disponible et d'autres versions de l'application sont en préparation. Le site Web du magazine (www.theasc.com) présente un blog de John Bailey, ASC, et des blogs occasionnels d'auteurs contributeurs.

## Chronologie des rédacteurs exécutifs
- "Capitaine Jack" Pologne (1920-1921)
- Mary B Howe (1921)
- Silas Edgar Snyder (1921-mars 1922, septembre 1927-avril 1929)
- Foster Gross (août 1922-août 1927)
- Hal Hall (mai 1929-septembre 1932, septembre 1943-décembre 1945)
- Charles J. VerHalen (octobre 1932-février 1937)
- George Blaisdell (mars 1937-décembre 1940)
- William Stull, ASC (janvier 1941-août 1943)
- Walter R. Greene (janvier 1946-juin 1948)
- Arthur Gavin (juillet 1948-janvier 1965)
- Herb Lightman (février 1965, février 1966-juin 1982)
- Will Lane (mars 1965)
- Don C. Hoefler (avril 1965-janvier 1966)
- Richard Patterson (juillet 1982-avril 1985)
- George Turner (mai 1986-janvier 1992)
- David Heuring (février 1992-juin 1995)
- Stephen Pizzello (juillet 1995-présent)